# Габер-при-Чрмошніцах
Габер-при-Чрмошніцах (словен. Gaber pri Črmošnjicah) — поселення в общині Семич, регіон Південно-Східна Словенія, Словенія.